# Zeballos (Uruguay)
Zeballos es una localidad uruguaya del departamento de Paysandú.

## Ubicación
La localidad se encuentra situada en la zona central del departamento de Paysandú, en la margen oeste del arroyo Gualeguay. Se accede a ella desde el km 81 de la ruta 26, de la cual la separan 7 km. Dista 90 km de la ciudad de Paysandú.

## Población
Según el censo de 2011 la localidad contaba con una población de 81 habitantes.
| --            | 81 |
| (Fuente: INE) |    |